# Charles Miller
Charles William Miller (ur. 24 listopada 1874 w São Paulo, zm. 30 czerwca 1953 tamże) – brazylijski piłkarz, trener i sędzia pochodzenia angielsko-szkockiego, pierwszy selekcjoner nieoficjalnej reprezentacji Brazylii, nazywany ojcem brazylijskiego futbolu. W czasie kariery piłkarskiej występował na pozycji napastnika.

## Wczesne życie
Urodził się w São Paulo. Jego rodzicami byli John Miller, szkocki inżynier kolejowy i Brazylijka angielskiego pochodzenia Carlota Fox.
W 1884 roku został wysłany do Banister Court, szkoły prywatnej w Southampton w Anglii. W Southampton nauczył się grać w piłkę nożną i krykiet. Podczas nauki w szkole grał zarówno dla, jak i przeciw znanym klubom piłkarskim Corinthians F.C. i St. Mary. Również zagrał jeden mecz w krykietowym klubie Marylebone Cricket Club przeciwko Hampshire.

## Powrót do Brazylii
Miller powrócił do Brazylii w 1894 roku, przywożąc ze sobą dwie piłki nożne oraz książkę z zasadami gry w piłkę nożną. Miller walnie przyczynił się do założenia zespołu piłkarskiego São Paulo Athletic Club (SPAC) i Liga Paulista de Foot-Ball, pierwszej ligi piłkarskiej w Brazylii, założonej 14 grudnia 1901. Z Millerem w składzie SPAC wygrało pierwsze trzy mistrzostwa w 1902, 1903 i 1904 roku. Miller z 10 bramkami został królem strzelców premierowych rozgrywek. Sukces ten powtórzył w 1904, strzelając 9 bramek. Wcześniej 15 kwietnia 1895 uczestniczył w pierwszym meczu piłkarskim w Brazylii pomiędzy pracownikami Kompanii Kolejowej São Paulo a pracownikami Kompanii Gazowej.
W 1906 roku, Miller wystąpił jako bramkarz i uczestniczył w największej porażce SPAC, 1-9 ze Sport Club Internacional São Paulo (nie mylić ze Sport Club Internacional z Porto Alegre).
Niektóre źródła sugerują, że Miller był pierwszym prezydentem SC Corinthians Paulista.

## Kariera reprezentacyjna
31 lipca 1906 nieoficjalna reprezentacja Brazylii, składająca się z piłkarzy z São Paulo, rozegrała spotkanie z All-White South African Team, przegrywając 0-6. Miller pełnił w tym meczu rolę grającego selekcjonera Brazylii.

## Życie osobiste
Miller pracował Kompanii Kolejowej São Paulo oraz jako przedstawiciel Royal Mail. W 1904 roku został Wicekonsulem Wielkiej Brytanii w Brazylii. W styczniu 1906, wziął ślub ze znaną pianistką Antoniettą Rudge. Związek ten doczekał się dwojga dzieci, Carlosa (1907) i Heleny (1909). Pod koniec lat 20. para rozwiodła się.
W 1939 roku po raz ostatni powrócił do Anglii. Podczas tego pobytu został niemal zabity w zamachu IRA.